# Dunaas
Dunaas (em grego medieval: Δουναας) ou Dunuas (em árabe: ذو نواس; romaniz.: Dhū Nuwās‎), também chamado Iúçufe Assar Iatar (em sabeu: Yws¹f ʾs¹ʾr Yṯʾr), Iúçufe Nu'as (em hebraico:  יוסף נואס), Iúçufe ibne Xarabel (em árabe: يوسف بن شرحبيل; romaniz.: Yusuf ibn Xarihbayl),  foi um rei judeu de Himiar que governou entre 517 e 525-27 que passou a ser conhecido por suas façanhas militares contra pessoas de outras religiões que viviam em seu reino.

## Vida
Sirat Rasul Allah, de Ibne Hixame (Caminho do Mensageiro de Alá), descreve as façanhas de Dunaas. Ibne Hixame explica que Iúçufe era um judeu convertido que manteve seus peiots laterais (nuwas significa topete ou peiot), e que ficou conhecido como "senhor dos cachos laterais". A historicidade de Dunaas é confirmada por Filostórgio e por Procópio (em seu História das guerras). Procópio escreve que em 525, os exércitos do Reino Cristão de Axum na Etiópia invadiram o Iêmen a pedido do imperador bizantino Justino I, para assumir o controle do Reino Judaico de Ḥimiar, então sob a liderança de Dunaas, que subiu ao poder em 517, provavelmente depois que ele assassinou Du-Xanatir. Ibne Hixame explica essa mesma sequência de eventos afirmando que o rei himiarita da época era Iúçufe Dunuas. De fato, com esta invasão, os himiaritas foram feridos e, como tal, a supremacia da religião judaica no Reino de Ḥimiar, assim como em todo o Iêmen, chegou a um fim abrupto.
Inru Alcais, o famoso poeta iemenita do mesmo período, em seu poema intitulado taqūl lī bint al-kinda lammā 'azafat, lamenta a morte de dois grandes homens do Iêmen, um deles Dunaas, a quem ele considera o último dos reis himiaritas:
Não estás triste como o destino se tornou um animal feio,

o traidor de sua geração, aquele que engole pessoas? Ele removeu Dunuas das fortalezas

que uma vez governou as fortalezas e os homens

[Um cavaleiro de armadura, que apressadamente quebrou os confins da terra

e conduziu suas hordas de cavalos até as partes mais íntimas dela e fechou uma represa no lugar do nascer do sol

para Gogue e Magogue que são (tão altas quanto) montanhas!] 
Uma fonte siríaca parece sugerir que a mãe de Dunaas poderia ser judia vinda da cidade mesopotâmica de Nisibis.   Nesse caso, isso colocaria suas origens na esfera do Império Sassânida e iluminaria possíveis razões políticas para suas ações posteriores contra os cristãos da Arábia, que eram aliados naturais do Império Bizantino.  Muitos historiadores modernos, embora Christopher Haas seja uma exceção, argumentaram que a conversão de seu filho era uma questão de oportunismo tático, uma vez que o judaísmo lhe daria um contrapeso ideológico à religião de seu adversário, o Reino de Axum, e também o permitia obter favores com o xá. 

## Governo
Segundo ibne Hixame, o rei de Himiar chamado Dunuas havia queimado os cristãos em Najrã, e um exército invasor de Axum (Habaxa)  ocupou o Iêmen. Dunaas decidiu se matar afogando-se no mar. A tradição árabe afirma que Dunaas cometeu suicídio montando seu cavalo no Mar Vermelho. Diz-se que o reino Himiarita foi governado antes de Dunaas pela dinastia Du Iazã de judeus convertidos, já no final do século IV. 
De acordo com vários historiadores medievais, que utilizam o relato de João do Éfeso, Dunaas anunciou que perseguiria os cristãos que viviam em seu reino porque os estados cristãos perseguiam judeus em seus reinos; uma carta sobrevive escrita pelo bispo Simão de Bete Arxã em 524, recontando Dimnon (que provavelmente é Dunaas) na perseguição em Najrã, na Arábia. 
Como podemos observar a violenta perseguição aos cristãos não teve nada a ver com seu extremismo na fé judaica, mas de uma prova de amizade para com o Império Sassânida, já que os cristão da arábia estavam alinhados com os interesses bizantinos o eterno inimigo dos sassânidas. Dunaas ao assumir o governo mandou erguer em Najrã uma imensa sinagoga, a população se rebelou e incendiou o templo, Dunaas enviou seu exercito para a cidade que resistiu por seis meses, mas ao final foi massacrada 
Segundo os historiadores árabes, Dunaas escreveu uma carta ao rei dos lacmidas Alamúndaro III em Hira e ao xá Cavades I da Império Sassânida, informando-os de sua ação e incentivando-os a fazer o mesmo com os cristãos sob seu domínio.  Alamúndaro recebeu esta carta em janeiro de 519, quando estava recebendo uma embaixada de Constantinopla buscando estabelecer uma paz entre o Império Bizantino e Hira. Ele revelou o conteúdo da carta aos embaixadores romanos que ficaram horrorizados com o conteúdo. A notícia do massacre se espalhou rapidamente pelos reinos romano e persa, e os refugiados de Najrã chegaram até a corte do imperador Justino I, implorando que ele vingasse os cristãos martirizados 
Mas Najrã representou o início do fim para Dunaas que morreu logo após os eventos de Najrã. As tropas de Elesbão de Axum cruzaram o Mar Vermelho e marcharam contra a capital himiarita. Segundo a maioria dos historiadores, o inimigo matou Dunaas depois de tomar sua cidade, sua família e seu tesouro. Contam as lendas, no entanto, que, para evitar ser capturado ou sofrer uma morte ignominiosa nas mãos dos infiéis cristãos, "Dunaas" cavalgou até a mar e se afogou.
Após a vitória  sobre Dunaas, Elesbão colocou o cristão Esimifeu (Sulaifa Axua) no comando de Himiar.